# Anafora di Addai e Mari
L'anafora di Addai e Mari è un'antica preghiera eucaristica cristiana, caratteristica della Chiesa d'Oriente. 
Attribuita dalla tradizione a Taddeo di Edessa e Mari, discepoli di san Tommaso apostolo e santi del I secolo, risale al III secolo secondo la maggioranza degli studiosi.
Ha la peculiarità di non contenere in modo coerente e ad litteram le parole dell'istituzione dell'eucaristia da parte di Gesù Cristo ("Questo è il mio corpo", "questo è il calice del mio sangue per la nuova ed eterna alleanza..."). Sono presenti invece "in modo eucologico disseminato, ossia integrate nelle preghiere di rendimento di grazie, di lode e di intercessione". Si riportano tre passaggi interessanti: "[...] abbiamo ricevuto per tradizione l'esempio che viene da te, rallegrandoci, glorificando, esaltando, facendo memoria e celebrando questo mistero grande e terribile [...] nella memoria del corpo e del sangue del tuo Cristo, che noi offriamo a te sull'altare puro e santo, come tu ci hai insegnato, [...] sacramento vivificante e divino che io posso amministrare al tuo popolo, il gregge del tuo pascolo".
Nel 2001 la Chiesa cattolica ha riconosciuto la validità dell'anafora di Addai e Mari - sostenuta da una tradizione ininterrotta risalente all'epoca post-apostolica - nel contesto della possibilità di intercomunione, in caso di necessità pastorale, tra i fedeli della Chiesa assira d'Oriente e la Chiesa cattolica caldea.